# Josep Farràs i Casòliva
Josep Farràs i Casòliva, és concertista i professor de tenora, i també compositor de sardanes. Tenora solista i representant de la Cobla Orquestra La Selvatana.
Nascut a Berga (Berguedà), el 13 d'agost de 1965, resideix des de l'any 1991 a Banyoles (El Pla de l'Estany).

## Obra
Sardanes per a cobla

| - 20 anys d\'Antaviana (2005) - 25 aniversari de la Comissió d\'Aplecs (2004) - L'Antoni i la Teresa, (2005) - Encamp, per sempre (2013) - En Jaume i la Pilar, (2005) | - En Joan i la Isabel, (2018) - Llanars festiu, (2010) - Recordant el nostre president, (2006) - La Teresa i la Quima, (2007) - Els Xavis del Foment, (2007). |

Altres títols

| - 21 anys de ferma amistat (2002) - 50 aplecs... Déu n'hi dó (2002) - A Banyoles i al Foment, 90 anys d'agraïment (2003) - A l'amic Mingu - A la mare de Déu de Queralt - A la Barretina fem 125 anys (2008) - A Malgrat de bon grat (2000) - Amics de Darnius - Amics de Molins de Rei (2005) - Cim d'Estela 50 anys (2006) - El pantà de Darnius - En "Delinu" petit (2007) - És per tu, Neus (2008) - Hostalric segle, XXI (2003) | - Joventut malgratenca (2003) - L'Àngel i la Quimeta - La festa dels paletes - La màgia del Sarau (2004) - La paquita del Castell - L'Amic Ferran - Lídia i Cristina (2001) - Maçanet mil·lenària (2001) - Rajolins d'or (2003) - Sant Climent del Llobregat, Ciutat Pubilla (2008) - Sant Feliu de Codines, 1r. aplec (2002) - Sardananadal 10 (2006) - Selvatana centenària (2013). |